# Mukharbi Kirjinov
Mukharbi Nurbievitch Kirjinov (em russo:  Мухарбий Нурбиевич Киржинов, Kirzhinov na transl. em inglês; 1º de janeiro de 1949, em Kochekhabl, Adiguésia) é um russo, ex-halterofilista da União Soviética.
Mukharbi Kirjinov estabeleceu quatro recordes mundiais, na categoria até 67,5 kg. Dois no arremesso e dois no total combinado, no triplo levantamento (desenvolvimento [movimento-padrão abolido em 1973] +arranque+arremesso). Seus recordes foram:
- 176,5 kg no arremesso, Riga, 1972
- 177,5 kg no arremesso
- 455,0 kg no total combinado
- 460,0 kg no total combinado (estas três últimas marcas durante os Jogos Olímpicos de Munique 1972, em 30 de agosto)[2]